# Julie Fryc
Julie Fryc est une ancienne joueuse de football franco-polonaise, née le 8 juillet 1981, à Enghien. 
Elle a passé l'ensemble de sa carrière au sein de clubs français. 
Elle compte une sélection avec l'équipe nationale de Pologne en 2011.
De 2016 à 2021, elle est coordinatrice de l'équipe féminine de l'Olympique lyonnais. Elle occupe la même fonction avec les féminines du FC Nantes, entre l'été et le mois d'octobre 2022.